# Pascal Laugier
Pascal Laugier, né le 16 octobre 1971 à Vallauris (Alpes-Maritimes), est un scénariste et réalisateur français spécialisé dans les films d'horreur.

## Biographie

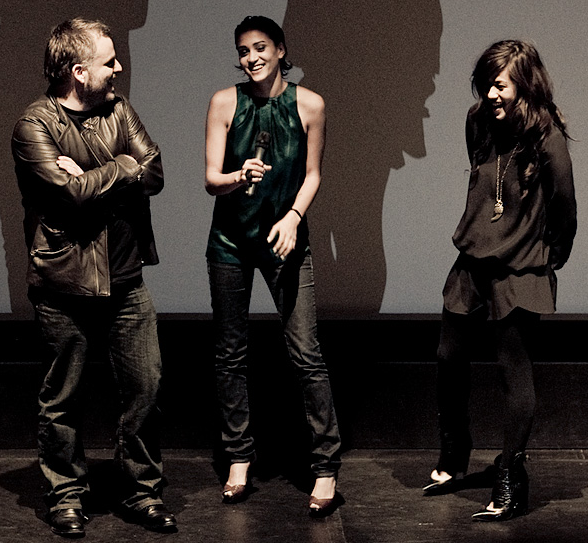
Pascal Laugier aux côtés de Morjana Alaoui et Mylène Jampanoï lors de la présentation du film Martyrs au Ryerson Theatre à Toronto en 2008

Après une école de cinéma à Paris, Pascal Laugier fait de nombreux petits boulots, et réussit à économiser pour tourner ses courts-métrages. Cet acharnement lui vaut d'être repéré par Christophe Gans qui lui propose de réaliser le making-of de son film Le Pacte des loups (2001). Fort du succès du film et du making-of dont la qualité documentaire est saluée, Pascal Laugier se jette à l'eau et réalise en 2004 son premier long métrage, Saint Ange, un film alliant horreur et fantastique dans lequel il dirige Virginie Ledoyen et Lou Doillon. Malgré son relatif échec commercial, le film est discrètement salué par la critique, comme « prometteur ».
En 2008, il crée la polémique avec son deuxième long-métrage Martyrs, tourné au Canada, qui, à cause de sa violence extrême et ultra-réaliste, est dans un premier temps interdit aux moins de 18 ans. Après un revisionnage de la commission de classification, l'accès n'est finalement limité qu'aux moins de 16 ans avec avertissement, ce qui permit au film une meilleure distribution.
Durant six mois il travaille sur le reboot de Hellraiser, mais sa version sera refusée par les studios de la Weinstein. Il se consacre alors à The Secret, un film qu'il avait écrit avant Martyrs, mais qu'il n'avait pu réaliser à l'époque. Le budget était en effet estimé supérieur à celui de Saint Ange.
En 2015, il signe son tout premier clip musical : la chanson City of Love de Mylène Farmer, tirée de l'album Interstellaires. La vidéo à l'ambiance horrifique et poétique fait référence à plusieurs œuvres du cinéma fantastique et horrifique : Psychose et Les Oiseaux d'Alfred Hitchcock, Cabal de Clive Barker, la saison 5 de American Horror Story mais aussi Le Labyrinthe de Pan de Guillermo Del Toro ou Edward aux mains d'argent de Tim Burton.
Son film Ghostland obtient le Prix du public, le Prix du jury Syfy et le Grand Prix du Festival international du film fantastique de Gérardmer en 2018.
En décembre 2016, lors du tournage de Ghostland, Pascal Laugier demande à l'actrice Taylor Hickson, alors âgée de 19 ans, de frapper du poing contre une vitre, et affirme que cela n'était pas dangereux. Alors que l'actrice se conforme aux demandes du réalisateur, la fenêtre vole en éclats et provoque une grave blessure au cou et au visage de l'actrice, qui nécessitera 70 points de suture, et laisse à Taylor Hickson une cicatrice permanente sur le côté gauche du visage, que l'on peut voir dans les différents films et séries où elle a joué depuis (comme par exemple Motherland: Fort Salem). En 2018, Taylor Hickson lance une procédure judiciaire contre la société de production du film, Incident Productions Inc., qui, en 2019, « a plaidé coupable de ne pas avoir assuré la sécurité et le bien-être d'un travailleur en vertu de la Loi sur la sécurité et la santé au travail » et a été condamnée à une amende de 40 000 $ par la province du Manitoba pour l'incident.

## Filmographie

### En qualité de réalisateur et scénariste

#### Courts métrages
- 1993 : Tête de citrouille
- 2001 : 4e sous sol

#### Longs métrages
- 2004 : Saint Ange
- 2008 : Martyrs
- 2012 : The Secret (The Tall Man)
- 2018 : Ghostland (Incident in a Ghostland)

### En qualité de réalisateur

#### Clip musical
- 2015 : City of Love de Mylène Farmer

#### Making of
- 2001 : Le Pacte des loups de Christophe Gans

#### Séries télévisées
- 2012 : XIII, la série, épisode 10 de la 2e saison Black Widow
- 2020 : Ils étaient dix (mini-série M6)

### En qualité d'intervenant
Pour des commentaires sur des films (bonus DVD)
- Quatre Mouches de velours gris, film italien de Dario Argento. Wild side films, coll. "Les introuvables. Les maîtres du fantastique", 2007. DVD :  (EAN 3700301033307). Rééd. 2012 : Bluray  (EAN 3700301033291)
- Suspiria : édition collector, film italien de Dario Argento. Wild side films, coll. "Les introuvables. Les maîtres du fantastique", 2007. DVD :  (EAN 3700301013873). Rééd. 2012 : DVD  (EAN 3700301026293)
- Paperhouse, film anglais réalisé par Bernard Rose. Metropolitan filmexport, 2013. DVD :  (EAN 3512391181024). Bluray  (EAN 3512391181031)
- L'Autre, film américain de Robert Mulligan. Wild side films, 2016. Combo  (EAN 3700301049711)

### Bande originale de film
- Saint-Ange : bande originale du film de Pascal Laugier / musique de Joseph LoDuca ; Joseph LoDuca, Randy Thornton, dir. Recall, 2005. 1 disque compact (54 min 44 s).  (EAN 3700290201725)